# HMAS Quadrant (G11)
HMAS Quadrant (G11/D11/F01), nguyên là chiếc HMS Quadrant (G67/D17), là một tàu khu trục lớp Q phục vụ cùng Hải quân Hoàng gia Anh Quốc và sau đó cùng Hải quân Hoàng gia Australia. Được chế tạo vào giai đoạn Chiến tranh Thế giới thứ hai như một phần của Chương trình Khẩn cấp Chiến tranh, nó được đặt lườn năm 1940 và hạ thủy năm 1942; phục vụ tại các mặt trận Bắc Cực, Đại Tây Dương, Địa Trung Hải, Ấn Độ Dương và Thái Bình Dương.
Sau khi chiến tranh kết thúc, Quadrant được chuyển cho Hải quân Hoàng gia Australia nhằm hoán đổi với một tàu khu trục lớp N, và phục vụ trong hai năm trước khi đưa về lực lượng dự bị. nó được cải biến thành một tàu frigate chống tàu ngầm vào năm 1950, và nhập biên chế trở lại cùng Hải quân Hoàng gia Australia từ năm 1953 đến năm 1957, khi nó được loại bỏ. Con tàu bị bán để tháo dỡ vào năm 1963.

## Thiết kế và chế tạo
Quadrant được chế tạo theo thiết kế lớp Q thời chiến, thuộc Chi hạm đội Khẩn cấp 3. Các con tàu này có trọng lượng choán nước tiêu chuẩn 1.692 tấn Anh (1.719 t), và lên đến 2.411 tấn Anh (2.450 t) khi đầy tải. Nó có chiều dài chung 358 foot 3 inch (109,19 m) và chiều dài ở mực nước là 339 foot 6 inch (103,48 m); mạn thuyền rộng 35 foot 9 inch (10,90 m). Động lực được cung cấp bởi hai nồi hơi Admiralty ba nồi gắn liền với hai turbine hơi nước Parsons, cung cấp một công suất 40.000 shp (30.000 kW) để dẫn động hai trục chân vịt. Quadrant có khả năng đạt tốc độ 36 hải lý trên giờ (67 km/h; 41 mph). Thủy thủ đoàn của con tàu bao gồm 220 sĩ quan và thủy thủ.
Vũ khí của Quadrant vào cuối Thế Chiến II bao gồm bốn khẩu pháo QF 4,7 in (120 mm) Mark XI** nòng đơn, một khẩu đội QF 2 pounder Mk.VIII "pom-pom" phòng không bốn nòng, sáu khẩu Oerlikon 20 mm nòng đơn phòng không và hai dàn ống phóng ngư lôi bốn nòng dành cho ngư lôi 21 inch (530 mm) Mk. IX. Con tàu còn có bốn máy phóng mìn sâu, và mang theo cho đến 70 quả mìn.
Quadrant được đặt lườn tại xưởng tàu của hãng R. and W. Hawthorn, Leslie and Company Limited ở Hebburn-on-Tyne, Anh Quốc vào ngày 24 tháng 9 năm 1940. Nó được hạ thủy vào ngày 28 tháng 2 năm 1942, được đỡ đầu bởi phu nhân một trong các giám đốc xưởng tàu; và được nhập biên chế cùng Hải quân Hoàng gia vào ngày 26 tháng 11 năm 1942.

## Lịch sử hoạt động

### Phục vụ cùng Hải quân Hoàng gia Anh

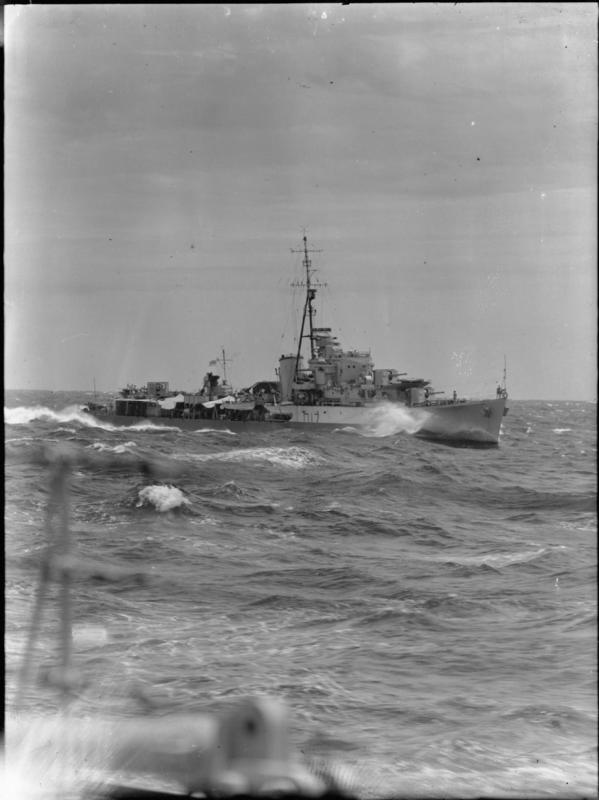
HMS Quadrant đang khi hoạt động cùng Hạm đội Thái Bình Dương Anh Quốc

Trong Chiến tranh Thế giới thứ hai, Quadrant đã phục vụ cùng Hạm đội Đông và Hạm đội Thái Bình Dương. Quadrant tham gia nhiệm vụ hộ tống vận tải tại biển Bắc Cực, Nam Đại Tây Dương và Ấn Độ Dương. Nó cũng góp phần trong các cuộc đổ bộ tại Bắc Phi, các cuộc không kích của tàu sân bay xuống Surabaya cũng như bắn phá quần đảo Nicobar. Nó phục vụ cùng Hạm đội Thái Bình Dương vào năm 1945, nơi nó tham gia các chiến dịch tại Đài Loan, Okinawa và các đảo chính quốc Nhật Bản.

### Phục vụ cùng Hải quân Hoàng gia Australia
Quadrant được cho Hải quân Hoàng gia Australia mượn để hoán đổi với một trong những tàu khu trục lớp N. HMAS Quadrant nhập biên chế cùng Hải quân Australia vào ngày 18 tháng 10 năm 1945, và được sử dụng để chuyên chở binh lính Australia hồi hương từ New Guinea. Vào ngày 16 tháng 8 năm 1947, nó được đưa về thành phần dự bị.

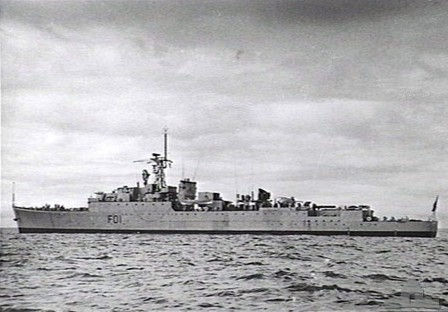
HMAS Quadrant vào năm 1953

Vào ngày 15 tháng 2 năm 1950, tàu tuần dương hạng nặng HMAS Australia đã kéo Quadrant đi từ Sydney đến Melbourne. Con tàu đi đến Melbourne vào ngày 18 tháng 2. Công việc cải biến Quadrant thành một tàu frigate nhanh chống tàu ngầm được bắt đầu tại Xưởng hải quân Williamstown tại Melbourne vào tháng 4 năm 1950.
Trong quá trình cải biến, mọi vũ khí trước đây của Quadrant được tháo dỡ, thay bằng hai khẩu pháo 4 inch, hai pháo phòng không Bofors 40 mm, và hai súng cối Squid chống tàu ngầm. Việc cải biến hoàn tất vào giữa năm 1953, và con tàu nhập biên chế trở lại cùng Hải quân Hoàng gia Australia vào ngày 16 tháng 7.

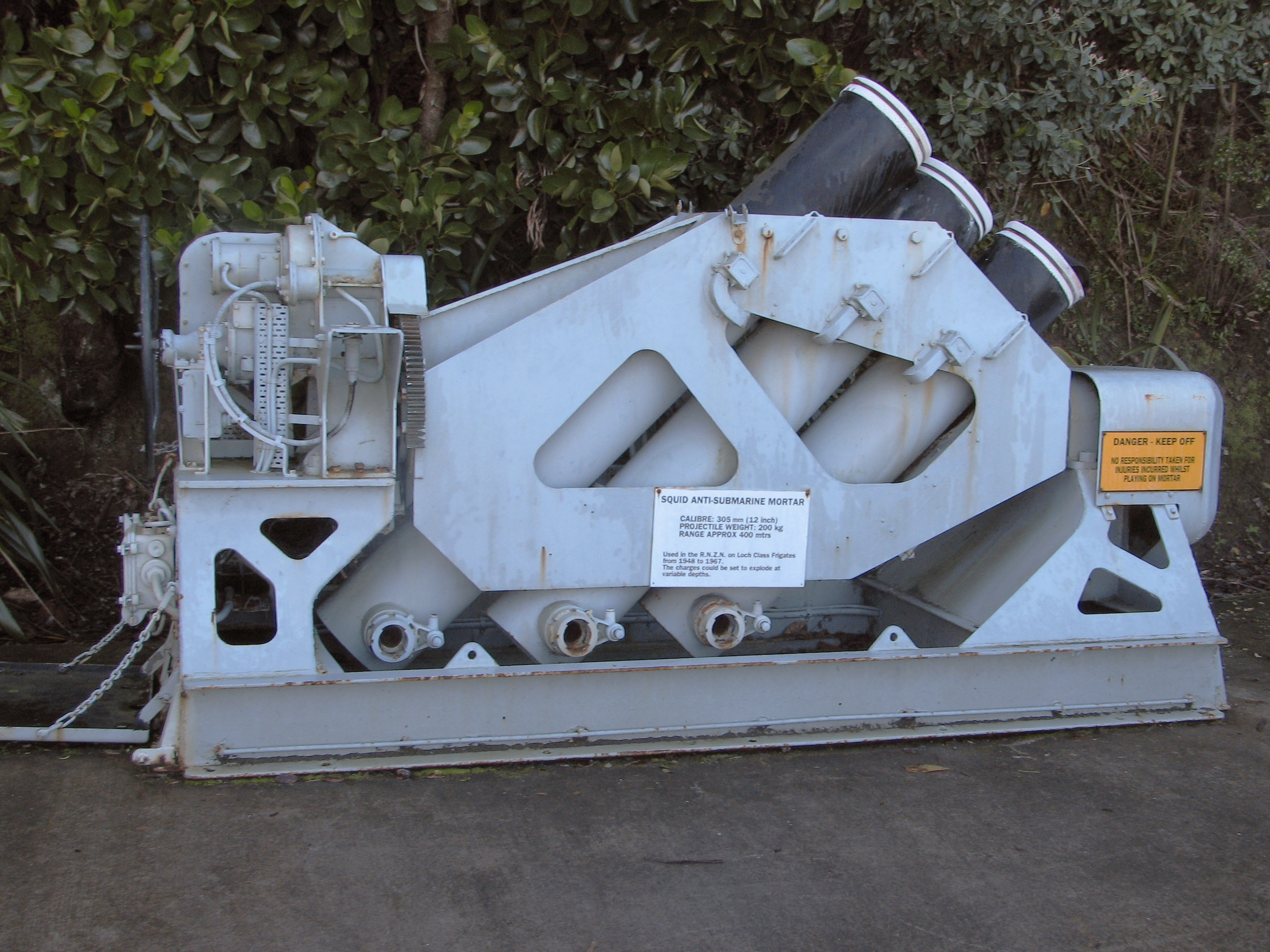
Súng cối Squid chống tàu ngầm

Sau khi tái biên chế, Quadrant phục vụ chủ yếu tại vùng biển Australia. Nó đã hộ tống cho chiếc du thuyền hoàng gia SS Gothic trong chuyến viếng thăm Australia của Nữ hoàng Elizabeth II và Quận công Edinburgh vào tháng 2 năm 1954. Bản thân nó đã viếng thăm New Guinea, Manus và New Britain vào tháng 10 năm 1954, New Zealand vào tháng 3 năm 1955, và trải qua một giai đoạn thực tập tại vùng bển Viễn Đông vào tháng 6 năm 1955. Đến tháng 3 năm 1956, nó tham gia tập trận tại vùng biển Malaya; và sang tháng 6, nó phục vụ trong một thời gian như một tàu khảo sát hạm đội khai thác ngọc trai Nhật Bản tại vùng biển Arafura. Vào tháng 10 năm 1956, nó một lần nữa viếng thăm Viễn Đông, ghé thăm Hong Kong, Singapore và Manila.
Quadrant được cho xuất biên chế tạo Sydney vào ngày 16 tháng 8 năm 1957; nó bị bán cho hãng Nhật Bản Kinoshita and Company Limited để tháo dỡ vào ngày 15 tháng 2 năm 1963.